# Geschiedvervalsing

Revolutionaire club van St. Petersburg, 1897, kort voor de arrestatie door de Russische geheime dienst. In het midden zit Lenin. Nadat Alexander Maltsjenko in 1930 bij Stalin in ongenade was gevallen, werd hij uit het beeld verwijderd.

Geschiedvervalsing is het opzettelijk anders beschrijven van het verloop van historische gebeurtenissen dan hoe die in de werkelijkheid zijn gebeurd. Iemand die geschiedvervalsing pleegt kan dit doen met, politieke, ideologische of financiële motieven. Het is niet te verwarren met pseudogeschiedenis, de onorthodoxe uitleg van historische feiten zonder het bewuste doel te misleiden.

## Vervormde feiten in een document
Een vaak voorkomende vorm van geschiedvervalsing is het weglaten of vervormen van bepaalde historische feiten in een biografie van een persoon die in die periode negatief of positief wordt beoordeeld (voorbeelden zijn personen betrokken bij genocide of bij collaboratie of desertie in een oorlog, onder andere in de Tweede Wereldoorlog). De historicus zal dan het beeld van die persoon "inkleuren" volgens de in die tijd geldende opvattingen over deze persoon.

## Vervalste geschreven documenten
Een andere methode is het verzinnen of 'ontdekken' van opzettelijk vervalste documenten, zoals
- het dagboek van Hitler (1981)
- de dagboeken van Mussolini (1957, 2007)
- de Protocollen van de wijzen van Sion (1903)
- de Commentaria de antiquitatibus van Giovanni Nanni (ook Annius van Viterbo genoemd) (1499)[1]
- het Privilegium maius (1358)
- de Donatio Constantini (8ste eeuw)
- de Rijmkroniek van Klaas Kolijn (17e eeuw)

Soms is lange tijd onduidelijk of iets vervalst is of niet, zoals het geval is bij de Vinlandkaart.
In de tijd dat we alleen nog maar weten wanneer er een koning geleefd heeft en de hofschrijver een verslag moest maken van een bepaalde veldslag, meestal van voor onze jaartelling, werd er aan geschiedvervalsing gedaan. Zo kon bijvoorbeeld de stamboom van de regerende vorst 'bewerkt' worden, om hem van een godheid of legendarische heerser af te laten stammen.